# Bramocharax
Genre
Bramocharax est un genre de poissons téléostéens de la famille des Characidae et de l'ordre des Characiformes.

## Liste d'espèces
Selon FishBase (9 juin 2015) :
- Bramocharax baileyi Rosen, 1972
- Bramocharax bransfordii Gill, 1877
- Bramocharax caballeroi Contreras-Balderas & Rivera-Teillery, 1985
- Bramocharax dorioni Rosen, 1970